# Мойта (Маринья-Гранде)
Мойта (порт. Moita) — район (фрегезия) в Португалии, входит в округ Лейрия. Является составной частью муниципалитета Маринья-Гранде. По старому административному делению входил в провинцию Эштремадура. Входит в экономико-статистический субрегион Пиньял-Литорал, который входит в Центральный регион. Население составляет 1418 человек на 2001 год. Занимает площадь 7,81 км².